# 潮見駅

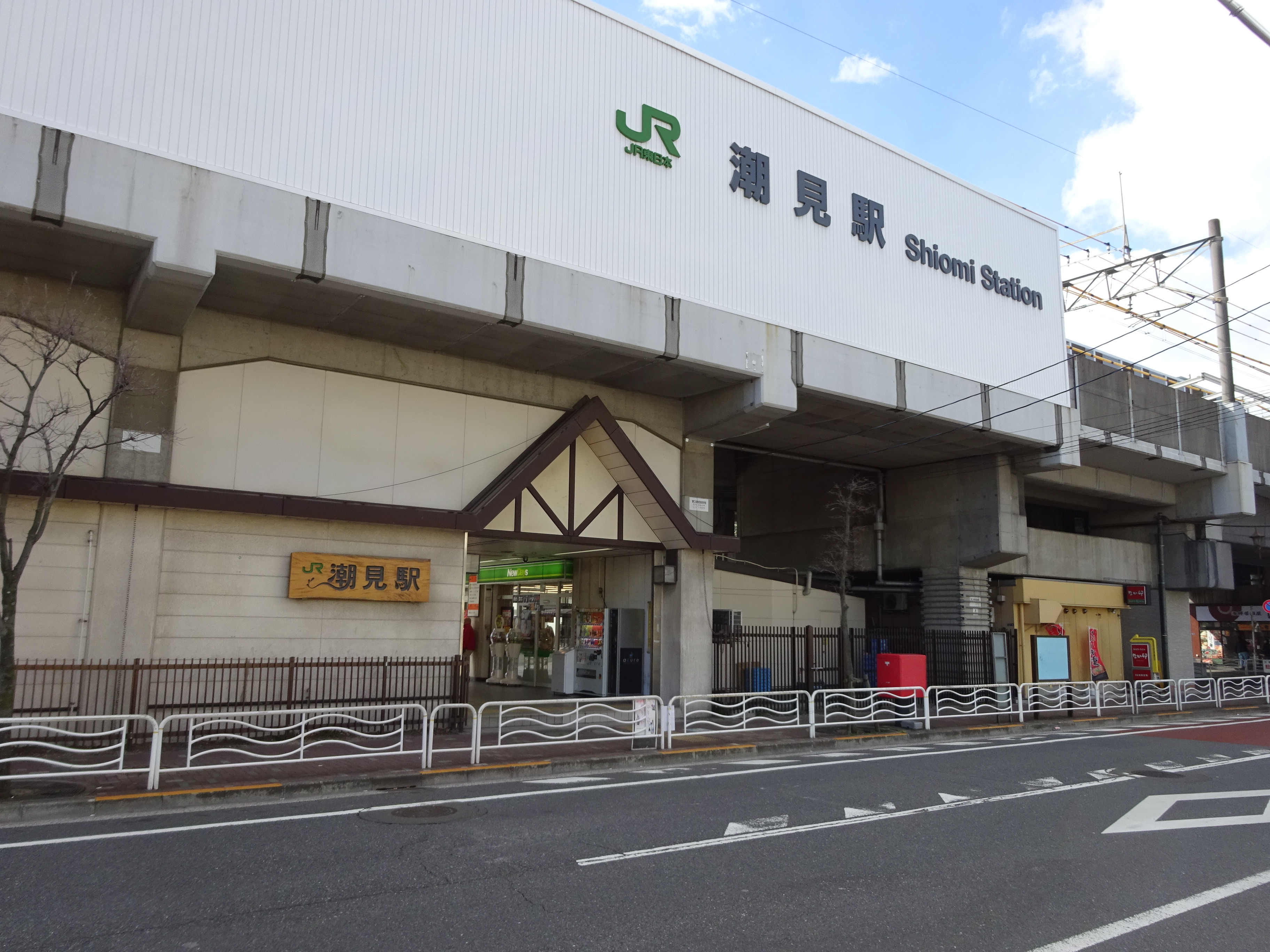
東口（2017年2月）

潮見駅（しおみえき）は、東京都江東区潮見二丁目にある、東日本旅客鉄道（JR東日本）京葉線の駅である。駅番号はJE 04。
京葉線の列車のほか、西船橋駅から武蔵野線に乗り入れる列車も停車する。

## 歴史
京葉線の新木場 - 東京間が計画される当初、当駅を建設する計画はなかった。

### 年表
- 1990年（平成2年）3月10日：開業[1]。
- 2001年（平成13年）11月18日：ICカード「Suica」の利用が可能となる[3]。
- 2007年（平成19年）3月25日：発車メロディを導入。
- 2013年（平成25年）3月16日：武蔵野快速の各駅停車への格下げに伴い武蔵野線直通列車の停車を開始[4]。
- 2014年（平成26年）
  - 3月31日：みどりの窓口の営業を終了。
  - 10月20日：業務委託化[5]。

## 駅構造
島式ホーム1面2線を有する高架駅である。駅舎は高架下にある。
JR東日本ステーションサービスが駅管理を受託している新木場駅管理の業務委託駅で、自動券売機、多機能券売機、指定席券売機、自動改札機、自動精算機を設置している。
ホームの屋根は開業以来中央4両分しかなく、荒天の日などは屋根の部分に乗客が集中していたが、2016年（平成28年）10月に屋根の延伸工事が始まり、2017年（平成29年）6月にはホーム全体に屋根が架けられた。
当駅から上り（東京）方面へ進むと越中島駅との間で地下線となる。当駅は千葉支社の管内であるが、地下区間は首都圏本部の管轄となるため、当駅と越中島駅の間に支社境界がある。
JRの特定都区市内制度における「東京都区内」に属する。

### のりば
| 番線 | 路線     | 方向 | 行先                             |
| ---- | -------- | ---- | -------------------------------- |
| 1    | 京葉線   | 下り | 舞浜・新浦安・海浜幕張・蘇我方面 |
| 1    | 武蔵野線 | -    | 西船橋・新松戸方面               |
| 2    | 京葉線   | 上り | 東京方面                         |

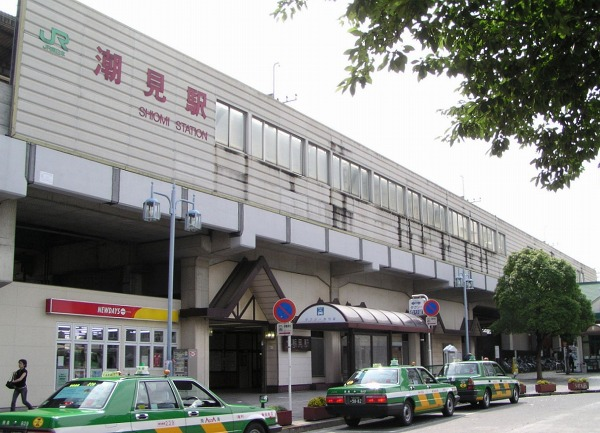
外壁改修前の駅舎（2005年7月）
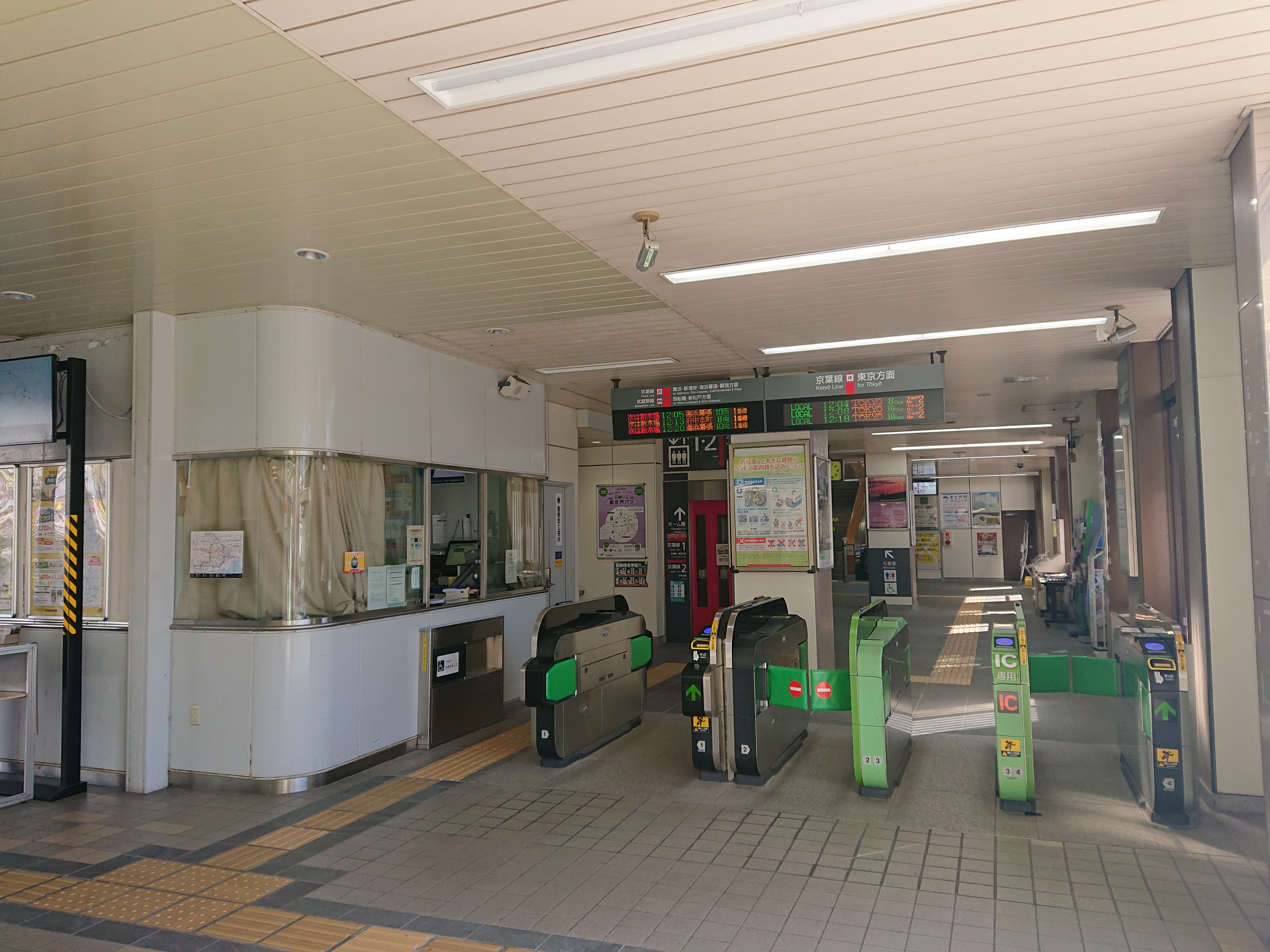
改札口（2020年1月）
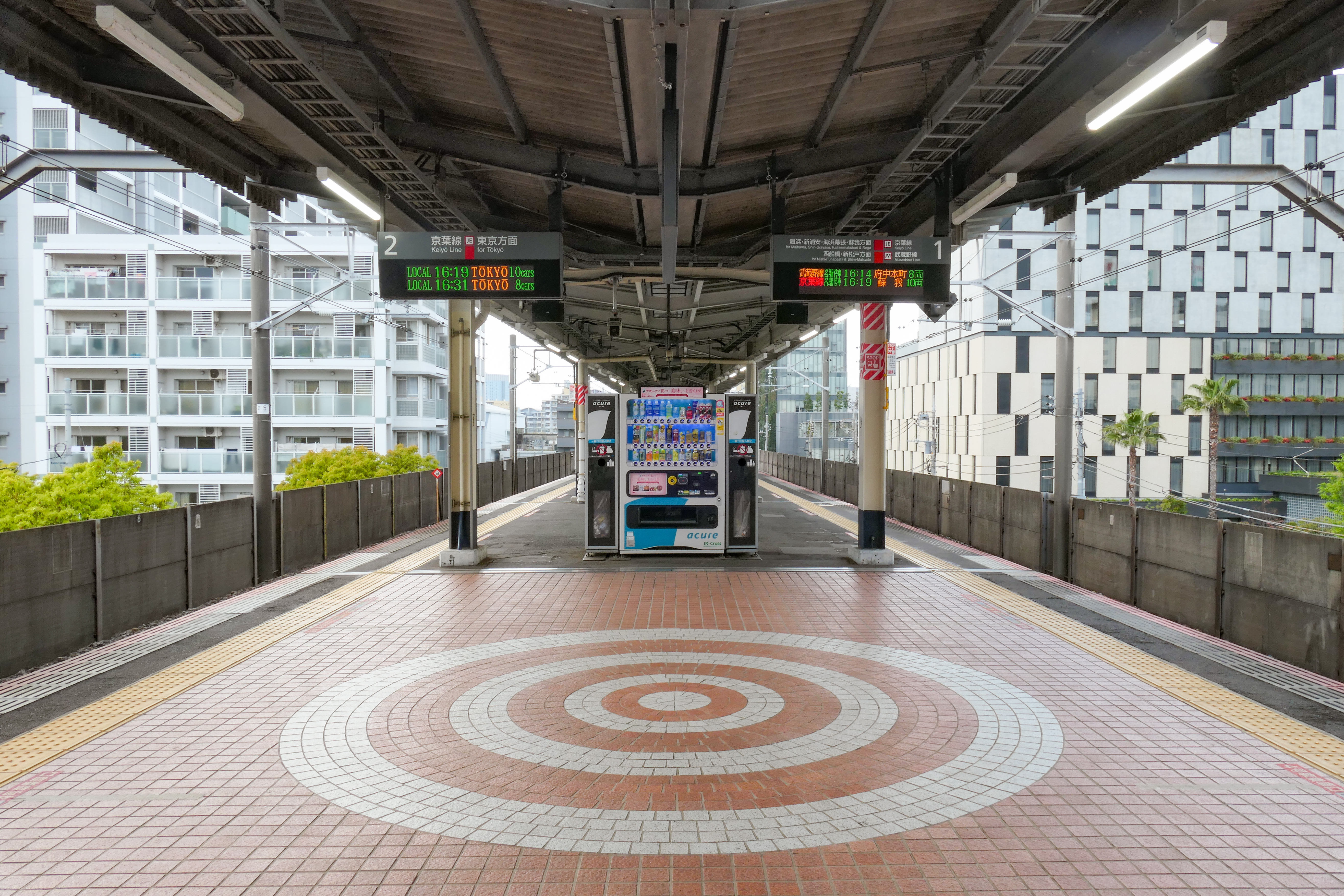
ホーム（2023年4月）

## 利用状況
2023年度（令和5年度）の1日平均乗車人員は14,834人である。
駅周辺に大型マンションが建設されるとともに当駅の乗車人員も漸増傾向にあったが、内田洋行など企業が移転したこともあり、2009年度（平成21年度）をピークに微減が続いていた。しかし、新たなマンションが建設されたことにより持ち直した。また、内田洋行が入居していたDSBグループ潮見ビルへだいこう証券ビジネスの入居やDMG森精機の東京ヘッドクォータ新築により再び増加傾向にある。2023年度（令和5年度）には葛西臨海公園駅を抜き、京葉線の快速通過駅の中では最も利用客数が多い駅となった。
なお、開業後以降の推移は以下のとおりである。
| 1日平均乗車人員推移 | 1日平均乗車人員推移 | 1日平均乗車人員推移 | 1日平均乗車人員推移 | 1日平均乗車人員推移 | 1日平均乗車人員推移 |
| 年度                | 定期外              | 定期                | 合計                | 出典                | 出典                |
| 年度                | 定期外              | 定期                | 合計                | JR                  | 東京都              |
| ------------------- | ------------------- | ------------------- | ------------------- | ------------------- | ------------------- |
| 1989年（平成元年）  |                     |                     | 2,952               |                     | [ 都 1 ]            |
| 1990年（平成02年）  |                     |                     | 3,341               |                     | [ 都 2 ]            |
| 1991年（平成03年）  |                     |                     | 4,061               |                     | [ 都 3 ]            |
| 1992年（平成04年）  |                     |                     | 4,482               |                     | [ 都 4 ]            |
| 1993年（平成05年）  |                     |                     | 4,955               |                     | [ 都 5 ]            |
| 1994年（平成06年）  |                     |                     | 5,298               |                     | [ 都 6 ]            |
| 1995年（平成07年）  |                     |                     | 6,491               |                     | [ 都 7 ]            |
| 1996年（平成08年）  |                     |                     | 6,668               |                     | [ 都 8 ]            |
| 1997年（平成09年）  |                     |                     | 6,548               |                     | [ 都 9 ]            |
| 1998年（平成10年）  |                     |                     | 6,408               |                     | [ 都 10 ]           |
| 1999年（平成11年）  |                     |                     | 6,642               |                     | [ 都 11 ]           |
| 2000年（平成12年）  |                     |                     | 7,803               | [ JR 2 ]            | [ 都 12 ]           |
| 2001年（平成13年）  |                     |                     | 8,479               | [ JR 3 ]            | [ 都 13 ]           |
| 2002年（平成14年）  |                     |                     | 9,658               | [ JR 4 ]            | [ 都 14 ]           |
| 2003年（平成15年）  |                     |                     | 9,950               | [ JR 5 ]            | [ 都 15 ]           |
| 2004年（平成16年）  |                     |                     | 10,047              | [ JR 6 ]            | [ 都 16 ]           |
| 2005年（平成17年）  |                     |                     | 10,193              | [ JR 7 ]            | [ 都 17 ]           |
| 2006年（平成18年）  |                     |                     | 10,591              | [ JR 8 ]            | [ 都 18 ]           |
| 2007年（平成19年）  |                     |                     | 10,645              | [ JR 9 ]            | [ 都 19 ]           |
| 2008年（平成20年）  |                     |                     | 10,108              | [ JR 10 ]           | [ 都 20 ]           |
| 2009年（平成21年）  |                     |                     | 10,234              | [ JR 11 ]           | [ 都 21 ]           |
| 2010年（平成22年）  |                     |                     | 9,950               | [ JR 12 ]           | [ 都 22 ]           |
| 2011年（平成23年）  |                     |                     | 9,895               | [ JR 13 ]           | [ 都 23 ]           |
| 2012年（平成24年）  | 3,637               | 6,937               | 10,575              | [ JR 14 ]           | [ 都 24 ]           |
| 2013年（平成25年）  | 3,867               | 7,492               | 11,359              | [ JR 15 ]           | [ 都 25 ]           |
| 2014年（平成26年）  | 3,994               | 8,115               | 12,110              | [ JR 16 ]           | [ 都 26 ]           |
| 2015年（平成27年）  | 4,144               | 8,951               | 13,095              | [ JR 17 ]           | [ 都 27 ]           |
| 2016年（平成28年）  | 4,153               | 9,059               | 13,212              | [ JR 18 ]           | [ 都 28 ]           |
| 2017年（平成29年）  | 4,245               | 9,019               | 13,265              | [ JR 19 ]           | [ 都 29 ]           |
| 2018年（平成30年）  | 4,319               | 9,246               | 13,565              | [ JR 20 ]           | [ 都 30 ]           |
| 2019年（令和元年）  | 4,275               | 9,522               | 13,798              | [ JR 21 ]           | [ 都 31 ]           |
| 2020年（令和02年）  | 2,757               | 8,142               | 10,899              | [ JR 22 ]           | [ 都 32 ]           |
| 2021年（令和03年）  | 3,316               | 8,335               | 11,652              | [ JR 23 ]           | [ 都 33 ]           |
| 2022年（令和04年）  | 4,002               | 8,716               | 12,718              | [ JR 24 ]           | [ 都 34 ]           |
| 2023年（令和05年）  | 5,580               | 9,254               | 14,834              | [ JR 1 ]            |                     |

備考
1. ↑  開業は1990年（平成2年）3月10日のため、22日間の平均を算出。

## 駅周辺
- マルエツ潮見店
- アパホテル＆リゾート〈東京ベイ潮見〉
- ホテルリブマックス東京潮見駅前
- 東京イーストサイドホテル櫂会
- 東京ベイ潮見プリンスホテル
- カトリック中央協議会
- 江東潮見郵便局
- センコーグループホールディングス本社
- ジェイアールバス関東本社・東京支店
- ジェイアールバステック本社・東京事業所・東京バス管理所
- 清水建設「温故創新の森 Novare」
  - 旧渋沢栄一邸
- 辰巳の森海浜公園
  - 東京アクアティクスセンター

## バス路線
駅の西口にあるロータリー（「潮見駅前」停留所）から、東京都交通局（都営バス）により運行されている路線バスが発着する。
- 都営バス
  - 木11乙：東陽町駅前行（平日のみ運行）
  - 江東区コミュニティバス「しおかぜ」（江東01）：木場二丁目方面／辰巳駅前方面／豊洲駅前方面

※潮見駅前バス停は非常に本数が少ないため、人身事故などによる京葉線の運転見合わせ時には、いずれも徒歩10分ほどの位置にあり本数も比較的多い「潮見一丁目」・「新砂一丁目」バス停を使うよう案内されることがある。

## 隣の駅
東日本旅客鉄道（JR東日本）
 京葉線
■快速
通過
■各駅停車（武蔵野線直通含む）
越中島駅 (JE 03) - 潮見駅 (JE 04) - 新木場駅 (JE 05)

### 記事本文
1. 1 2  「会社は近く、乗り換え遠く 京葉線」『朝日新聞』朝日新聞社、1990年3月10日、18 夕刊。
2. ↑  “京葉線の閑散駅「潮見」の伸びしろが抜群！ 将来は「3線利用可」かもしれない都内の“島””. 乗りものニュース. 2025年2月2日閲覧。
3. ↑  “Suicaご利用可能エリアマップ（2001年11月18日当初）” (PDF).   東日本旅客鉄道. 2019年7月27日時点のオリジナルよりアーカイブ。2020年4月23日閲覧。
4. ↑  『2013年3月ダイヤ改正について』（PDF）（プレスリリース）東日本旅客鉄道千葉支社、2012年12月21日。オリジナルの2016年4月23日時点におけるアーカイブ。2020年4月16日閲覧。
5. ↑  “駅業務外注化を許さない！今後10年で400名が退職－必要なのは、定年延長だ！”.   国鉄千葉動力車労働組合 (2014年11月16日). 2020年5月8日時点のオリジナルよりアーカイブ。2020年5月8日閲覧。
6. 1 2 3 4  “JR東日本：駅構内図・バリアフリー情報（潮見駅）”.   東日本旅客鉄道. 2024年12月20日閲覧。
7. 1 2  “駅の情報（潮見駅）：JR東日本”.   東日本旅客鉄道. 2024年12月20日閲覧。
8. ↑  『「進化する毎日。京葉線」 2017年度の主な取組み』（PDF）（プレスリリース）東日本旅客鉄道千葉支社、2018年4月27日。オリジナルの2018年4月28日時点におけるアーカイブ。2020年4月16日閲覧。

### 利用状況
JR東日本
1. 1 2  “各駅の乗車人員（2023年度）”.   東日本旅客鉄道. 2024年12月20日閲覧。
2. ↑  “各駅の乗車人員（2000年度）”.   東日本旅客鉄道. 2024年12月20日閲覧。
3. ↑  “各駅の乗車人員（2001年度）”.   東日本旅客鉄道. 2024年12月20日閲覧。
4. ↑  “各駅の乗車人員（2002年度）”.   東日本旅客鉄道. 2024年12月20日閲覧。
5. ↑  “各駅の乗車人員（2003年度）”.   東日本旅客鉄道. 2024年12月20日閲覧。
6. ↑  “各駅の乗車人員（2004年度）”.   東日本旅客鉄道. 2024年12月20日閲覧。
7. ↑  “各駅の乗車人員（2005年度）”.   東日本旅客鉄道. 2024年12月20日閲覧。
8. ↑  “各駅の乗車人員（2006年度）”.   東日本旅客鉄道. 2024年12月20日閲覧。
9. ↑  “各駅の乗車人員（2007年度）”.   東日本旅客鉄道. 2024年12月20日閲覧。
10. ↑  “各駅の乗車人員（2008年度）”.   東日本旅客鉄道. 2024年12月20日閲覧。
11. ↑  “各駅の乗車人員（2009年度）”.   東日本旅客鉄道. 2024年12月20日閲覧。
12. ↑  “各駅の乗車人員（2010年度）”.   東日本旅客鉄道. 2024年12月20日閲覧。
13. ↑  “各駅の乗車人員（2011年度）”.   東日本旅客鉄道. 2024年12月20日閲覧。
14. ↑  “各駅の乗車人員（2012年度）”.   東日本旅客鉄道. 2024年12月20日閲覧。
15. ↑  “各駅の乗車人員（2013年度）”.   東日本旅客鉄道. 2024年12月20日閲覧。
16. ↑  “各駅の乗車人員（2014年度）”.   東日本旅客鉄道. 2024年12月20日閲覧。
17. ↑  “各駅の乗車人員（2015年度）”.   東日本旅客鉄道. 2024年12月20日閲覧。
18. ↑  “各駅の乗車人員（2016年度）”.   東日本旅客鉄道. 2024年12月20日閲覧。
19. ↑  “各駅の乗車人員（2017年度）”.   東日本旅客鉄道. 2024年12月20日閲覧。
20. ↑  “各駅の乗車人員（2018年度）”.   東日本旅客鉄道. 2024年12月20日閲覧。
21. ↑  “各駅の乗車人員（2019年度）”.   東日本旅客鉄道. 2024年12月20日閲覧。
22. ↑  “各駅の乗車人員（2020年度）”.   東日本旅客鉄道. 2024年12月20日閲覧。
23. ↑  “各駅の乗車人員（2021年度）”.   東日本旅客鉄道. 2024年12月20日閲覧。
24. ↑  “各駅の乗車人員（2022年度）”.   東日本旅客鉄道. 2024年12月20日閲覧。

東京都統計年鑑
1. ↑  “東京都統計年鑑 平成元年 99～107表 運輸及び通信” (PDF). 東京都統計データアーカイブ.   東京都. 2024年11月27日閲覧。 ※東京都統計データアーカイブより、調査名と対象年を手動選択。
2. ↑  “東京都統計年鑑 平成2年 95～103表 運輸及び通信” (PDF). 東京都統計データアーカイブ.   東京都. 2024年11月27日閲覧。 ※東京都統計データアーカイブより、調査名と対象年を手動選択。
3. ↑  “東京都統計年鑑 平成3年 102～110表 運輸及び通信” (PDF). 東京都統計データアーカイブ.   東京都. 2024年11月27日閲覧。 ※東京都統計データアーカイブより、調査名と対象年を手動選択。
4. ↑  “東京都統計年鑑 平成4年 94～126表 運輸及び通信” (PDF). 東京都統計データアーカイブ.   東京都. 2024年11月27日閲覧。 ※東京都統計データアーカイブより、調査名と対象年を手動選択。
5. ↑  “東京都統計年鑑 平成5年 94～126表 運輸及び通信” (PDF). 東京都統計データアーカイブ.   東京都. 2024年11月27日閲覧。 ※東京都統計データアーカイブより、調査名と対象年を手動選択。
6. ↑  “東京都統計年鑑 平成6年 97～129表 運輸及び通信” (PDF). 東京都統計データアーカイブ.   東京都. 2024年11月27日閲覧。 ※東京都統計データアーカイブより、調査名と対象年を手動選択。
7. ↑  “東京都統計年鑑 平成7年 107～138表 運輸及び通信” (PDF). 東京都統計データアーカイブ.   東京都. 2024年11月27日閲覧。 ※東京都統計データアーカイブより、調査名と対象年を手動選択。
8. ↑  “東京都統計年鑑 平成8年 107～138表 運輸及び通信” (PDF). 東京都統計データアーカイブ.   東京都. 2024年11月27日閲覧。 ※東京都統計データアーカイブより、調査名と対象年を手動選択。
9. ↑  “東京都統計年鑑 平成9年 114 JRの駅別乗車人員” (xls). 東京都統計データアーカイブ.   東京都. 2024年11月27日閲覧。 ※東京都統計データアーカイブより、調査名と対象年を手動選択。
10. ↑  “東京都統計年鑑 平成10年 107～138表 運輸及び通信” (PDF). 東京都統計データアーカイブ.   東京都. 2024年11月27日閲覧。 ※東京都統計データアーカイブより、調査名と対象年を手動選択。
11. ↑  “東京都統計年鑑 平成11年 107～138表 運輸及び通信” (PDF). 東京都統計データアーカイブ.   東京都. 2024年11月27日閲覧。 ※東京都統計データアーカイブより、調査名と対象年を手動選択。
12. ↑  “113 JRの駅別乗車人員（平成8～12年度）” (xls). 東京都統計年鑑 平成12年.   東京都. 2024年11月27日閲覧。
13. ↑  “113 JRの駅別乗車人員” (xls). 東京都統計年鑑 平成13年.   東京都. 2024年11月27日閲覧。
14. ↑  “113 JRの駅別乗車人員” (xls). 東京都統計年鑑 平成14年.   東京都. 2024年11月27日閲覧。
15. ↑  “113 JRの駅別乗車人員” (xls). 東京都統計年鑑 平成15年.   東京都. 2024年11月27日閲覧。
16. ↑  “113 JRの駅別乗車人員” (xls). 東京都統計年鑑 平成16年.   東京都. 2024年11月27日閲覧。
17. ↑  “115 JRの駅別乗車人員” (xls). 東京都統計年鑑 平成17年.   東京都. 2024年11月27日閲覧。
18. ↑  “9-8 JRの駅別乗車人員” (xls). 東京都統計年鑑 平成18年.   東京都. 2024年11月27日閲覧。
19. ↑  “9-8 JRの駅別乗車人員” (xls). 東京都統計年鑑 平成19年.   東京都. 2024年11月27日閲覧。
20. ↑  “9-8 JRの駅別乗車人員” (xls). 東京都統計年鑑 平成20年.   東京都. 2024年11月27日閲覧。
21. ↑  “4-8 JRの駅別乗車人員” (xls). 東京都統計年鑑 平成21年.   東京都. 2024年11月27日閲覧。
22. ↑  “4-8 JRの駅別乗車人員” (xls). 東京都統計年鑑 平成22年.   東京都. 2024年11月27日閲覧。
23. ↑  “4-8 JRの駅別乗車人員” (xls). 東京都統計年鑑 平成23年.   東京都. 2024年11月27日閲覧。
24. ↑  “4-8 JRの駅別乗車人員” (xls). 東京都統計年鑑 平成24年.   東京都. 2024年11月27日閲覧。
25. ↑  “4-8 JRの駅別乗車人員” (xls). 東京都統計年鑑 平成25年.   東京都. 2024年11月27日閲覧。
26. ↑  “4-8 JRの駅別乗車人員” (xls). 東京都統計年鑑 平成26年.   東京都. 2024年11月27日閲覧。
27. ↑  “4-8 JRの駅別乗車人員” (xls). 東京都統計年鑑 平成27年.   東京都. 2024年11月27日閲覧。
28. ↑  “4-8 JRの駅別乗車人員” (xls). 東京都統計年鑑 平成28年.   東京都. 2024年11月27日閲覧。
29. ↑  “4-8 JRの駅別乗車人員” (xls). 東京都統計年鑑 平成29年.   東京都. 2024年11月27日閲覧。
30. ↑  “4-8 JRの駅別乗車人員” (xls). 東京都統計年鑑 平成30年.   東京都. 2024年11月27日閲覧。
31. ↑  “4-8 JRの駅別乗車人員” (xls). 東京都統計年鑑 平成31年・令和元年.   東京都. 2024年11月27日閲覧。
32. ↑  “4-8 JRの駅別乗車人員” (xls). 東京都統計年鑑 令和2年.   東京都. 2024年11月27日閲覧。
33. ↑  “4-8 JRの駅別乗車人員” (xls). 東京都統計年鑑 令和3年.   東京都. 2024年11月27日閲覧。
34. ↑  “4-8 JRの駅別乗車人員” (xls). 東京都統計年鑑 令和4年.   東京都. 2024年11月27日閲覧。